# Luis Adolfo Siles Salinas
Luis Adolfo Siles Salinas (La Paz, 21 giugno 1925 – La Paz, 19 ottobre 2005) è stato un politico boliviano. È stato Presidente della Bolivia dal 27 aprile al 26 settembre 1969.